# Alexander Unzicker
Alexander Unzicker (Monaco di Baviera, 13 marzo 1965) è un divulgatore scientifico tedesco.

## Biografia
Dal 1985 Unzicker ha studiato fisica e diritto presso la Ludwig-Maximilians-Universität di Monaco di Baviera e ha conseguito il diploma in fisica e l'esame di stato in giurisprudenza nel 1993. Nel 2001 ha conseguito il dottorato in neuroscienze presso l'Istituto di Psicologia Medica della LMU di Monaco. Lavora come insegnante di scuola superiore a Monaco di Baviera ed è padre di tre figli.
Unzicker è il figlio dello scacchista Wolfgang Unzicker.

## Lavori
In Vom Urknall zum Durchknall critica la teoria delle stringhe, che a suo parere manca di verificabilità sperimentale. Nel 2010 il libro è stato nominato Science Book of the Year dalla popolare rivista scientifica Bild der Wissenschaft nella categoria degli esplosivi. Florian Freistetter ha criticato che il libro era "lontano dall'essere una critica ragionevole della fisica moderna. In 'Dal Big Bang al Crazy Bang' ci sono brontolii, brontolii e brontolii; descrizioni fisiche si alternano ad attacchi personali agli scienziati e la “critica” della teoria delle stringhe è così esagerata che, con la migliore volontà del mondo, non può più essere presa sul serio

## Opere
- Vom Urknall zum Durchknall. Die absurde Jagd nach der Weltformel. Springer, 2010, ISBN 978-3-642-04836-4.
- Auf dem Holzweg durchs Universum. Warum sich die Physik verlaufen hat. Hanser, 2012, ISBN 978-3-446-43214-7.
- Wenn man weiß, wo der Verstand ist, hat der Tag Struktur. Anleitung zum Selberdenken in verrückten Zeiten. Westend Verlag, 2019, ISBN 978-3-86489-244-8.
- Die mathematische Realität. Warum Raum und Zeit eine Illusion sind. Selbstverlag, 2019, ISBN 978-1-713-25616-8